# Оазис Эймери
Эймери — антарктический оазис, расположенный примерно на 200 км вглубь материка от фронта шельфового ледника Эймери в заливе Прюдс. С севера оазис ограничен ледниками Немесис и Карибдис, на юге и юго-востоке оазис отделён грядой от системы выводного ледника Ламберта. Средняя высота поверхности оазиса не более 300 м над уровнем моря, максимальные доходят до 1500 м. На территории оазиса расположены озёра Террасовое, Бивер и Ледовое. В советское время здесь действовала сезонная станция Союз.